# Карауловка (Лунинский район)
Карауловка — деревня в Лунинском районе Пензенской области. Входит в состав Засурского сельсовета.

## География
Деревня расположена в северной части области на расстоянии примерно в 4 километрах по прямой к юго-востоку от районного центра Лунино.
Часовой пояс
Деревня Карауловка как и вся Пензенская область, находится в часовой зоне МСК (московское время). Смещение применяемого времени относительно UTC составляет +3:00.

## Население
| 1864 | 1911 | 1926 | 1930 | 1959 | 1979 | 1989 |
| ---- | ---- | ---- | ---- | ---- | ---- | ---- |
| 50   | ↗192 | ↗284 | ↗316 | ↘128 | ↘92  | ↘33  |
| 1996 | 2002 | 2010 |      |      |      |      |
| ↘22  | →22  | ↘11  |      |      |      |      |

Национальный состав
Согласно результатам переписи 2002 года, в национальной структуре населения русские составляли 100 % из 22 чел..